# Bujor-Hodaie, Mureș
Bujor-Hodaie(maghiară Bozsortanya) este un sat în comuna Zau de Câmpie din județul Mureș, Transilvania, România. Se află în partea de vest a județului,  în Câmpia Transilvaniei.